# 1997-es magyar fedett pályás atlétikai bajnokság
Az 1997-es magyar fedett pályás atlétikai bajnokság a 24. bajnokság volt. A váltóversenyeket és a gyaloglást január 31-én, a többpróba számait február 5–6-án tartották az Olimpiai Csarnokban.

## Eredmények

### Férfiak
| Versenyszám     | Arany                                                              | Arany   | Ezüst                                                  | Ezüst   | Bronz                                                              | Bronz   |
| --------------- | ------------------------------------------------------------------ | ------- | ------------------------------------------------------ | ------- | ------------------------------------------------------------------ | ------- |
| 60 m            | Alexa Szabolcs Zalaegerszegi AC                                    | 6,72    | Gyulai Miklós Bp. Honvéd                               | 6,74    | Kovács Viktor Újpesti TE                                           | 6,79    |
| 200 m           | Gyulai Miklós Bp. Honvéd                                           | 21,64   | Alexa Szabolcs Zalaegerszegi AC                        | 21,71   | Kilvinger Attila AD-NOC Favorit                                    | 21,90   |
| 400 m           | Nyilasi Péter Újpesti TE                                           | 48,00   | Dombi Zétény Csepel SC                                 | 48,05   | Bella Attila Zalaegerszegi AC                                      | 48,35   |
| 800 m           | Lenhardt Zoltán TFSE                                               | 1:51,99 | Nagy István Újpesti TE                                 | 1:52,06 | Töreki András TFSE                                                 | 1:53,38 |
| 1500 m          | Berkovics Imre BVSC                                                | 3:54,71 | Benkó Zsolt Újpesti TE                                 | 3:55,18 | Nagy István Újpesti TE                                             | 3:58,48 |
| 3000 m          | Berkovics Imre BVSC                                                | 8:15,33 | Molnár Tibor BVSC                                      | 8:17,38 | Szemán János VEDAC                                                 | 8:17,65 |
| 4 × 400 m       | Hajdú Sándor Bella Attila Kiss Gábor Somfai Dávid Zalaegerszegi AC | 3:17,44 | Töreki András Sarkadi Koleszár Bence Béres Sándor TFSE | 3:22,62 | Szalai Zsolt Lukács András Bakacs Roland Szeglet Zsolt Győri Dózsa | 3:36,07 |
| 60 m gát        | Kilvinger Attila AD-NOC Favorit                                    | 7,91    | Munkácsi Sándor Újpesti TE                             | 8,02    | Zsombor Zsolt Bp. Honvéd                                           | 8,02    |
| 35 km gyaloglás | Dudás Gyula Szegedi VSE                                            | 2:46:45 | Kirszt Károly Szombathelyi ASE                         | 2:56:28 | Tóth Balázs Békéscsabai AC                                         | 2:57:40 |
| magasugrás      | Kovács István Szolnoki MÁV                                         | 226 cm  | Szórád Rajmund Csepel SC                               | 221 cm  | Kovács Tivadar Szolnoki MÁV                                        | 218 cm  |
| rúdugrás        | Szabó Dezső Újpesti TE                                             | 530 cm  | Farkas Zoltán Bp. Honvéd                               | 500 cm  | Munkácsi Sándor Újpesti TEMilassin Ákos ELTE TK                    | 470 cm  |
| távolugrás      | Ordina Tibor Ferencvárosi TC                                       | 763 cm  | Czingler Zsolt Újpesti TE                              | 723 cm  | Szabó Ambrus TFSE                                                  | 695 cm  |
| hármasugrás     | Ordina Tibor Ferencvárosi TC                                       | 16,82 m | Czingler Zsolt Újpesti TE                              | 16,69 m | Janovszky Zoltán Ferencvárosi TC                                   | 15,42 m |
| súlylökés       | Kóczián Jenő Újpesti TE                                            | 18,79 m | Pénzes Tamás AD-NOC Favorit                            | 17,34 m | Pintér Attila Ikarus BSE                                           | 16,61 m |
| hétpróba        | Szabó Dezső Újpesti TE                                             | 6148    | Munkácsi Sándor Újpesti TE                             | 4966    | Tóth Nándor TFSE                                                   | 4702    |

### Nők
| Versenyszám     | Arany                                                                   | Arany   | Ezüst                                                                   | Ezüst   | Bronz                                                                 | Bronz   |
| --------------- | ----------------------------------------------------------------------- | ------- | ----------------------------------------------------------------------- | ------- | --------------------------------------------------------------------- | ------- |
| 60 m            | Barati Éva Bp. Honvéd                                                   | 7,30    | Vaszi Tünde Bp. Honvéd                                                  | 7,57    | Lőrincz Krisztina Bp. Honvéd                                          | 7,66    |
| 200 m           | Barati Éva Bp. Honvéd                                                   | 24,24   | Lőrincz Krisztina Bp. Honvéd                                            | 25,17   | Kun Alice Békéscsabai AC                                              | 25,22   |
| 400 m           | Szekeres Judit Szolnoki MÁV                                             | 56,46   | Varga Judit Haladás VSE                                                 | 56,63   | Bori Annamária MTK                                                    | 56,98   |
| 800 m           | Varga Judit Haladás VSE                                                 | 2:08,87 | Tusai Brigitta Bp. Honvéd                                               | 2:09,83 | Mészáros Krisztina Bp. Honvéd                                         | 2:11,33 |
| 1500 m          | Tusai Brigitta Bp. Honvéd                                               | 4:29,75 | Todorán Erzsébet Nyíregyházi VSC                                        | 4:31,60 | Csendes Ildikó Békéscsabai AC                                         | 4:33,28 |
| 3000 m          | Dóczi Éva VEDAC                                                         | 9:19,16 | Javos Anikó Újpesti TE                                                  | 9:22,86 | Csizi Réka Kaposvári Építők                                           | 9:50,53 |
| 4 × 400 m       | Gróf Andrea Ray Szilvia Balázsic Renáta Kulcsár Eszter Zalaegerszegi AC | 3:48,73 | Kiss Gyöngyi Erdélyi Eszter Szentpéteri Borbála Pék Andrea Gödöllői EAC | 4:01,66 | Szaller Anita Osztényi Éva Barabás Cecília Juhász Ágnes Kecskeméti SC | 4:05,67 |
| 60 m gát        | Bálint Zita Csepel SC                                                   | 8,53    | Ajkler Zita SKDASE                                                      | 8,90    | Csalagovits Andrea Pécsi AC                                           | 8,96    |
| 20 km gyaloglás | Rosza Mária Békéscsabai AC                                              | 1:33,21 | Pesti Mónika Szegedi VSE                                                | 1:39:02 | Szabó Andrea Békéscsabai AC                                           | 1:47:29 |
| magasugrás      | Győrffy Dóra BEAC                                                       | 189 cm  | Hegyi Judit VEDAC                                                       | 182 cm  | Kiss Enikő Pécsi AC                                                   | 178 cm  |
| rúdugrás        | Szabó Zsuzsanna BEAC                                                    | 395 cm  | Juhász Fanni Újpesti TE                                                 | 390 cm  | Bolla Edit Csepel SC                                                  | 380 cm  |
| távolugrás      | Vaszi Tünde Bp. Honvéd                                                  | 640 cm  | Bálint Zita Csepel SC                                                   | 608 cm  | Ajkler Zita SKDASE                                                    | 585 cm  |
| hármasugrás     | Vaszi Tünde Bp. Honvéd                                                  | 13,39 m | Bálint Zita Csepel SC                                                   | 13,12 m | Ajkler Zita SKDASE                                                    | 12,24 m |
| súlylökés       | Divós Katalin Dobó SE                                                   | 14,94 m | Kürti Éva Nyíregyházi VSC                                               | 14,68 m | Ináncsi Rita Bp. Honvéd                                               | 14,46 m |
| ötpróba         | Bálint Zita Csepel SC                                                   | 3927    | Ajkler Zita SKDASE                                                      | 3491    | Skoumal Réka Kaposvári Marathon                                       | 3460    |